# 白頻段
在電信產業中，白頻段是指被分配做廣播使用，但實際沒有被使用的無線電頻率。
國家和國際的組織會將不同頻段分配做不同的用途，其中大部分做為廣播之用。頻率分配之後會進行頻段劃分，並基於技術的原因，會在可用的頻段或頻道之間配置白頻段，以防止干擾。在此一情況下，未使用的頻率是特定指配用來做為保護頻段之類的用途的。不過，大部分的白頻率是自然地出現在兩個已使用頻道之間，因為在地理相近的地區同時使用兩個相臨頻道會對兩者都產生破壞性的干擾。
除了因技術理由而指配的白頻段外，亦存在某些從沒有被使用過的頻段，或因為技術演變而空下來的頻段。數位電視的轉換即釋出了許多頻寬。這是因為數位傳輸可以將數個節目裝在同一個頻道中，可使用單一頻率在一個國家的內部傳輸，亦可在同個地區內同時使用臨頻傳輸，而這些在類比電視中都不可能。

## 白頻段裝置
許多如IEEE 802.11af、IEEE 802.22和其他由白頻段聯盟通過的協定，提議使用類比電視停止後留下來的白頻段，以提供無線寬頻的網路接取。設計用來使用這些可用頻道的裝置即稱之為「白頻段裝置」（WSD）。此類裝置可以偵測可用但未使用的無線頻段，如停播後留下的頻段，並使用這些未使用頻段來傳輸訊號。此類技術預期可改善鄉下地區的寬頻網路及Wi-Fi的訊號強度。

## 另見
- IEEE 802.22
- Super Wi-Fi